# Strontiumtitanat
Strontiumtitanat ist eine chemische Verbindung des Strontiums aus der Gruppe der Titanate.

## Vorkommen
Strontiumtitanat kommt natürlich in Form des sehr seltenen und erst 1982 entdeckten Minerals Tausonit (nach dem russischen Geologen Lev Vladimirovich Tauson) vor.

## Gewinnung und Darstellung
Strontiumtitanat wird mit Hilfe eines Verneuil-Verfahrens aus Strontiumcarbonat und Titandioxid gewonnen.
{\displaystyle {\ce {SrCO3 + TiO2 -> SrTiO3 + CO2 ^}}}

## Eigenschaften
Strontiumtitanat besitzt eine kubische Elementarzelle des Perowskit-Typs mit der Raumgruppe Pm3m (Raumgruppen-Nr. 221). Im Zentrum der Elementarzelle befindet sich das Ti4+-Kation, auf den Flächenzentren befinden sich die O2−-Anionen und auf den Eckplätzen die Sr2+-Kationen. Bis zu einer Temperatur von 105 K besitzt es eine tetragonale Kristallstruktur mit der Raumgruppe I4/mcm (Nr. 140). Darüber tritt ein antiferrodistortiver Übergang zur Perowskitstruktur auf. Strontiumtitanat besitzt ungewöhnliche physikalische Eigenschaften. So ist es die einzige bekannte Verbindung, die bei tiefen Temperaturen (minus 195 bis 770 Grad Celsius) duktil, bei zunehmender Hitze (770 bis 1230 Grad Celsius) spröde und bei sehr hohen Temperaturen (1230 bis 1530 Grad Celsius) wieder duktil ist.
Strontiumtitanat ist ein indirekter Halbleiter mit einer Bandlücke von 3,25 eV (und direkter Bandlücke von 3,75 eV) und ist somit für sichtbares Licht transparent. Bei Raumtemperatur besitzt Strontiumtitanat eine hohe relative Permittivität von circa 300, welche beim Abkühlen zunächst deutlich ansteigt, dann aber bei Temperaturen unterhalb von 4 K einen konstanten Wert von ca. 104 annimmt (und nicht wie bei einem Ferroelektrikum bei der Curie-Temperatur divergiert). Es ist deshalb ein Quanten-Paraelektrikum. Bereits bei sehr niedriger Dotierung wird Strontiumtitanat supraleitend und zeigt mit zunehmender Ladungsträgerdichte ein breites Maximum der supraleitenden Sprungtemperatur mit Maximalwert von ca. 0,3 K (in Volumenexperimenten) bzw. von ca. 0,5 K (im Gleichstromwiderstand).
Strontiumtitanat-Einkristalle zeigen persistente Photoleitung bei Raumtemperatur. Nach Belichtung erhöht sich die freie Elektronen-Konzentration um zwei Größenordnungen und bleibt über Tage erhöht.

## Verwendung
Strontiumtitanat wird aufgrund seines hohen Brechungsindex für optische Bauelemente und als Fenster im Infrarot-Bereich verwendet. Strontiumtitanat hat dieselbe Perowskit-Kristallstruktur wie viele andere Oxide mit für Anwendungen interessanten Eigenschaften (z. B. Hochtemperatursupraleitung in Kupraten) und ist deshalb populäres Substrat für die Dünnfilmabscheidung dieser Materialien.
An atomaren Gitterfehlern hat Strontiumtitanat die Eigenschaft eines Halbleiters und wird in der Forschung als Memristor erprobt.

### Radionuklidbatterien
In sowjetischen Radionuklidbatterien wurde Strontiumtitanat mit dem Strontiumisotop 90Sr für terrestrische Zwecke verwendet. Vorteilig ist hierbei die chemische Beständigkeit und physikalische Haltbarkeit (hoher Schmelz- und Siedepunkt, unlöslich in Wasser), nachteilig die gegenüber metallischem Strontium geringere Leistungsdichte ~0,45 Wthermisch für SrTiO3 im Vergleich zu ~0,9 Wthermisch pro Gramm für elementares Strontium. Da Plutonium-238 sowohl eine höhere Leistungsdichte als auch eine höhere Halbwertszeit (= längere und langsamer abfallende Leistungsabgabe) hat, ist Strontium-90 als Radionuklidbatterie heutzutage fast vollständig außer Gebrauch gekommen. Nichtsdestotrotz wäre Sr-90 aufgrund der prinzipiell besseren Verfügbarkeit (Extraktion aus abgebrannten Kernbrennstoff) im Vergleich zu Plutonium-238 (Extraktion von Neptunium-237 aus abgebrannten Kernbrennstoff und anschließender Beschuss mit thermischen Neutronen) für Anwendungen, bei denen der Preis eine größere Rolle als das Gewicht spielt, prinzipiell interessant.